# 37. Sinfonie (Mozart)
Bei der Sinfonie G-Dur KV 444 handelt es sich um ein Werk Michael Haydns, zu dem Wolfgang Amadeus Mozart eine Einleitung schrieb.

## Geschichte

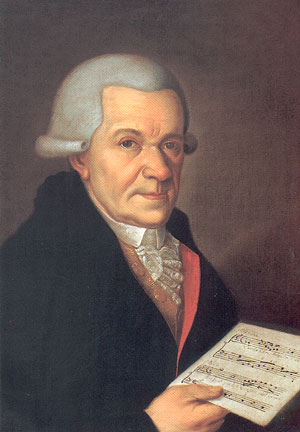
Johann Michael Haydn

Nach Mozarts Tod wurde zwischen seinen Papieren die Partitur einer Sinfonie gefunden, der Ludwig von Köchel die Köchelverzeichnis-Nummer 444 gab und die in der Alten Mozart-Ausgabe als Sinfonie Nr. 37 bezeichnet wurde.
Wie Lothar Perger 1907 nachweisen konnte, hatte Mozart jedoch lediglich die Einleitung (Adagio maestoso) selbst komponiert; bei den übrigen Sätzen handelt es sich um die Sinfonie Nr. 25 in G-Dur (Perger-Verzeichnis 16 / MH 334) von Michael Haydn, der dieses Werk zum Amtsantritt des neuen Abtes von Michaelbeuern im Mai 1783 komponiert hatte.
Für seine zahlreichen Wiener Konzerte in den frühen 1780er Jahren brauchte Mozart viele Sinfonien und verwendete nicht nur neuere und ältere eigene Werke, sondern gelegentlich auch solche anderer Komponisten. Wahrscheinlich ist Köchelverzeichnis (KV) 444 in diesem Kontext zu sehen. Unklar ist jedoch nach wie vor, wie Mozart in den Besitz der Sinfonie gelangte und warum er sie mit einer langsamen Einleitung versah.
Neal Zaslaw meint: 

„Ich gehe davon aus, dass Mozart diese drei Werke als illegale Kopien erwarb, denn das erste ist dasjenige, das er mit einer langsamen Einleitung versah (…), und er hätte – ob nun aus Mangel an Zeit oder Lust, selbst etwas zu komponieren, – kaum ein schöneres Stück von einem anderen Komponisten dafür wählen können. Nicht umsonst stand Michael Haydns Musik in hohem Ansehen bei beiden Mozarts.“

Der erste und letzte Satz von Haydns Sinfonie laufen ohne Wiederholungen durch. Der zweite Satz (Andante sostenuto) ist rondoartig angelegt mit einem kennzeichnenden Fagott-Solo (dieses hat Mozart in seiner Abschrift jedoch nicht mit übernommen), während der Finalsatz (Allegro molto) im 3/8-Takt einen recht tänzerischen Charakter nach Art einer Gigue hat.
In den meisten Gesamteinspielungen von Mozarts Sinfonien ist KV 444 nicht enthalten. Eine Aufnahme im Rahmen der Gesamteinspielung der Academy of Ancient Music mit Jaap Schröder bietet die Sinfonie als Mischfassung mit Mozarts Einleitung, dem Rest der Sinfonie aber in Michael Haydns Originalfassung, also nicht in Mozarts Abschrift mit einigen Abweichungen bezüglich der Bläserbehandlung.
Die Aufführungsdauer der Sinfonie mit Mozarts Einleitung beträgt ca. 15 Minuten.